# Ana Junyer
Anna Junyer Genover (4 de julio de 1963, Figueras, Gerona) es una exjugadora española de baloncesto profesional.
Su carrera fue larga y prolífica. Surgió de la cantera de su localidad natal, donde jugó en el La Casera Figueres hasta la temporada 1980-1981. Con este equipo consiguió el ascenso a la máxima categoría. Muy joven destacó ya en categorías inferiores de la selección absoluta. 
La temporada 81-82 ficha por el Comansi Picadero, equipo catalán en el que militará 4 temporadas conquistando 1 título de liga y 2 Copas de la Reina. De allí marchará a un equipo que marcaría una época, el CB Tortosa, primero con el patrocinio de Sabor d´Abans, después como Ravenos Catasus y finalmente como CAIXA Tarragona. El equipo dominaría el baloncesto patrio logrando 4 ligas y 3 Copas de la Reina. Al desaparecer Anna Junyer junto a buena parte de las jugadoras fichó por el Mikrobank El Masnou donde ganaría otra liga. De aquí marcharía al Dorna Godella donde jugaría 2 años, siendo la capitana del equipo y conquistando 2 ligas, 1 copa de la Reina y 2 Copas de Europa. Tras una temporada en el Reus se retiraría del baloncesto.
Después de retirarse, se dedicaría a ser entrenadora, habiendo entrenado en el UB Barça o en el Celta de Vigo. Actualmente trabaja para la FEB tutorizando a bases de los equipos de formación.